# 鲍威尔 (怀俄明州)
鲍威尔（英語：Powell）是美国怀俄明州帕克县下属的一座城市。该市的人口在2000年为5,373人，2010年有6,314，2011年则估计有6,393人。